# Valle de San Francisco
Valle de San Francisco är en ort i Mexiko.   Den ligger i kommunen Loreto och delstaten Zacatecas, i den centrala delen av landet, 400 km nordväst om huvudstaden Mexico City. Valle de San Francisco ligger 2 131 meter över havet och antalet invånare är 118.
Terrängen runt Valle de San Francisco är huvudsakligen platt, men söderut är den kuperad. Runt Valle de San Francisco är det ganska glesbefolkat, med 21 invånare per kvadratkilometer. Närmaste större samhälle är Loreto, 16,3 km väster om Valle de San Francisco. Trakten runt Valle de San Francisco består till största delen av jordbruksmark.